# Pezeri
Pezeri su naselje u općini Kakanj, Federacija Bosne i Hercegovine, BiH.

## Povijest
Prikazivani su posebno na popisima. 1981. godine pripojeni su selu Miljačićima (Sl. l. SRBIH 28/81 i 33/81).

## Stanovništvo
Na temelju božićnog blagoslova obitelji sutješka rimokatolička župa sv. Ivana Krstitelja napravila je statističke podatke o broju obitelji i župljana po selima u svojoj župi za 2017. godinu. U podatke su uračunani samo oni, koji žive stalno ili minimalno 6 mjeseci na području župe. U Pezerima je bilo 9 obitelji s 19 stanovnika, 3 samca.

## Religija
Pezeri pripadaju Vrhbosanskoj nadbiskupiji Rimokatoličke crkve, Sutješkom dekanatu župe sv. Ivana Krstitelja u Kraljevoj Sutjesci, koju pastoriziraju franjevci Bosne Srebrene. U mjestu je jedno rimokatoličko groblje.